# Aporie
Aporie (řecky doslova „ne-cesta“, neprůchodnost, slepá ulička) znamená neřešitelný rozpor mezi dvěma stejně dobře doloženými názory, který tedy vězí ve věci samé a není jen paradoxní, tj. zdánlivě sporný. Na aporii si podle Sókrata nevědoucí uvědomuje své nevědění, takže je to počátek filosofického zkoumání. Odtud také označení aporetický, tj. neřešitelný, rozporný.

## Zenónovy aporie pohybu
Ze starověku jsou nejznámější aporie řeckého filosofa Zénóna z Eleje týkající se pohybu. Zenón vychází z Parmenidova přesvědčení, že jsoucí je jen jedno, jež je vždy a stále stejné, takže pohyb a změna jsou pro něho nejsoucí, neskutečné, klamné. Dokládají to jeho aporie:
- Závodiště: má-li běžec doběhnout na konec dráhy, musí nejdřív doběhnout do poloviny, pak do poloviny zbytku a tak dále do nekonečna; jenže konečný člověk nemůže udělat nekonečně mnoho pohybů.
- Achilles a želva: Nejrychlejší běžec – Achilles – nemůže nikdy dohonit želvu, která leze před ním. Neboť v okamžiku, kdy doběhne do bodu, kde byla předtím želva, želva je už malý kousek před ním, a to se stále opakuje.
- Šíp: Letící šíp v každém okamžiku zaujímá určitý prostor; to však znamená, že se nepohybuje.

Není zcela jasné, co chtěl Zenón svými aporiemi dokázat; snad nemožnost pohybu, ale možná jen to, že jakmile připustíme dělitelnost prostoru a času, dostaneme se do neřešitelných potíží. Zenónovými aporiemi resp. aporiemi nekonečna se zabývala řada filosofů i matematiků, od Aristotela až po Bolzana a další. Aristoteles sám aporie často používá, aby exponoval nějakou otázku a uvedl diskusi o ní.
Počínaje Kantem se v podobném významu používá označení antinomie.